# Opération Éclair

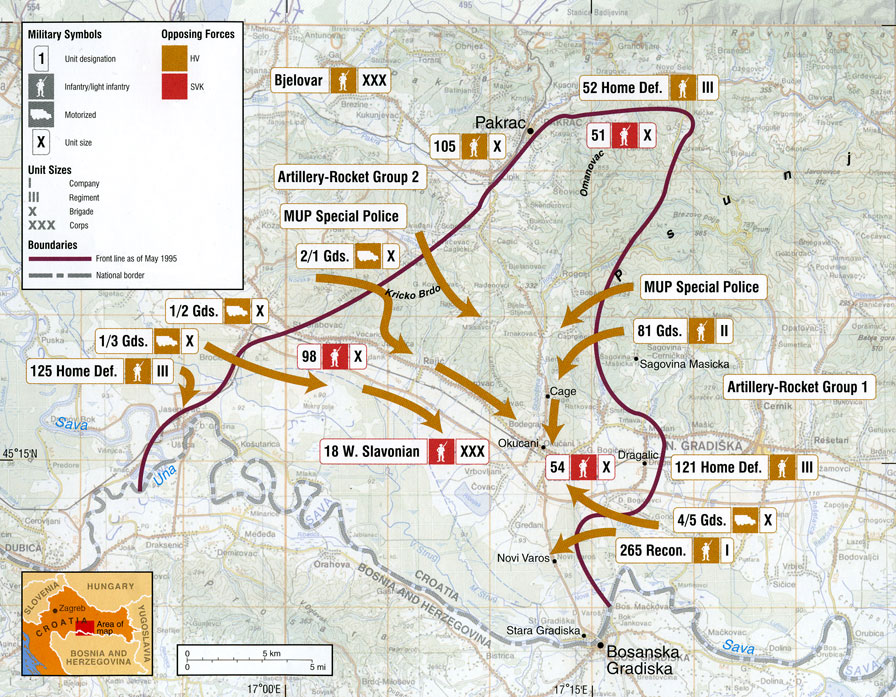
Carte de l'opération Éclair.

L'opération Éclair (en croate : Operacija Bljesak, en serbe : Операција Бљесак), était une brève offensive menée par l'armée croate contre les forces de la république serbe autoproclamée de Krajina (RSK), entre le 1er et le 3 mai 1995. L'offensive se déroula dans les derniers mois de la guerre de Croatie, et constitua les premiers affrontements d'ampleur depuis le cessez-le-feu et la conclusion d'accords économiques entre la Croatie et la RSK en 1994. La dernière résistance structurée de la RSK fut éliminée le 3 mai, et la majorité des troupes restantes se rendirent le lendemain près de Pakrac, bien que des escarmouches eurent lieu pendant encore deux semaines.
L'opération Éclair constitua une victoire stratégique pour la Croatie, qui recaptura un saillant de 558 km2 contrôlé par la RSK et formé autour de la ville de Okučani. La ville, située sur l'autoroute reliant Zagreb à Belgrade, coupait la région de la Slavonie du reste de la Croatie. La zone était sous la surveillance du secteur ouest de l'opération des Nations unies pour le rétablissement de la confiance en Croatie (ONURC), sous le mandat de maintien de la paix du Conseil de sécurité de l'ONU. La force attaquante consistait en 7 200 soldats croates, soutenue par la police secrète croate, combattant approximativement 3 500 soldats de la RSK. En réponse à l'opération, la RSK bombarda Zagreb et d'autres centres civils, faisant 7 morts et 205 blessés.
42 soldats et policiers croates furent tués dans l'attaque et 162 blessés. Les pertes de la RSK sont floues - les autorités croates communiquent la mort de 188 soldats et civils serbes pour une estimation de 1 000 à 1 200 blessés. Les sources serbes mentionnent la mort de 283 civils serbes, le comité croate d'Helsinki mentionnat pour sa part 83 morts. Il est estimé que les deux-tiers des 14 000 Serbes vivant dans la région ont immédiatement fuis, et une augmentation du nombre dans les semaines suivantes est constatée. À la fin du mois de juin, il est estimé que seuls 1 500 Serbes sont restés. Par la suite, le représentant personnel du secrétaire-général des Nations unies Yasushi Akashi accusa la Croatie de « violations massives » des droits de l'homme, mais ses déclarations ont été réfutées par l'organisation Human Rights Watch et par le rapporteur de la commission des Nations unies sur les droits de l'homme Tadeusz Mazowiecki.

## Origines

### Contexte
La révolution des Rondins de 1990 menée par les Serbes de Croatie était centrée sur les zones à populations serbes dominantes dans l'arrière-pays dalmate, autour de Knin, des parties de la Lika, la Kordun, la Banovina et les localités de Croatie orientale avec d'importantes populations serbes, ainsi que des parties de la Slavonie occidentale centrées sur Pakrac et Okučani,,. Dans les premiers stades de la révolution des Rondins, des dizaines de milliers de Serbes ont fui les zones contrôlées par l'armée croate, conduisant à la formation d'une entité politique connue sous le nom de république serbe de Krajina (RSK). La volonté affichée de la RSK de s'intégrer politiquement à la Serbie fut perçue par le gouvernement croate comme un acte de rébellion. À partir de mars 1991, le conflit dégénère en guerre — la guerre de Croatie. En juin 1991, pendant l'éclatement de la Yougoslavie, la Croatie proclame son indépendance, qui prend effet le 8 octobre de la même année après un moratoire de trois mois,,. De fin octobre jusqu'à fin décembre 1991, l'armée croate mena les opérations Otkos 10 et Orkan 91, permettant de recaptuer 60 % du territoire de la Slavonie occidentale contrôlée par les forces de la RSK, résultant en la fuite de Serbes de la région et en la mort d'un certain nombre dans un camp de la mort à Pakračka Poljana,. Une campagne de nettoyage ethnique fut entreprise par la RSK envers les civils croates et de nombreux non-Serbes furent expulsés début 1993. Après la guerre, des milliers de civils massacrés par les forces serbes ont été déterrés des fosses communes.
En raison du soutien qu'apporte l'armée populaire yougoslave (JNA) à la RSK et de l'incapacité de la police croate à surmonter la situation, la Garde nationale croate (ZNG) fut fondée en mai 1991. La ZNG devint l'armée croate en novembre de la même année. L'instauration de l'armée en Croatie fut handicapée par un embargo sur les armes lancé par les Nations unies en septembre. Les derniers mois de 1991 ont vus les affrontements les plus violents de la guerre, culminant lors de la bataille des casernes, le siège de Dubrovnik et la bataille de Vukovar,,. La Slavonie occidentale fut le théâtre d'une offensive de la JNA en septembre et en octobre, visant à couper les communications entre la capitale croate Zagreb et la Slavonie. Bien que l'armée croate soit parvenue à reprendre la majorité des territoires conquis lors de l'avancée de la JNA, elle échoua à sécuriser l'autoroute Zagreb-Belgrade qui est primordiale dans la défense de la Slavonie.
En janvier 1992, l'accord de Sarajevo fut signé par les représentants de la Croatie, de la JNA et de l'ONU, mettant en place un cessez-le-feu actant l'arrêt des combats. Une force de protection des Nations unies (UNPROFOR) fut déployée en Croatie pour superviser et maintenir l'accord. Le conflit est pour l'essentiel passé dans une phase de guerre de positions et la JSA se retira de Croatie vers la Bosnie-Herzégovine, où un nouveau conflit était anticipé, mais la Serbie continua de soutenir la RSK,. Des avancées croates permirent la reprise de faibles zones sous contrôle croate, à travers l'opération Maslenica, et la levée du siège de Dubrovnik,. Les villes et villages croates furent attaqués par intermittence à l'artillerie ou par missiles,,. Les villes contrôlées par la RSK furent également bombardées par les forces croates. La république serbe de Bosnie, territoire contrôlé par les Serbes situé en Bosnie-Herzégovine, fut impliquée dans la guerre à une échelle réduite, à travers une aide militaire à la RSK, les raids aériens lancés depuis Banja Luka, et des attaques à l'artillerie contre diverses villes,. L'armée croate se déploya en Bosnie-Herzégovine, se lançant principalement dans une campagne contre les Bosniaques serbes. L'intervention fut officialisée le 22 juillet 1995, lorsque le président croate Franjo Tuđman et le président bosniaque Alija Izetbegović signèrent l'accord de Split sur la défense mutuelle, permettant le déploiement à grande-échelle de l'armée croate sur le territoire bosnien, qui repousserait les forces serbo-bosniaques et avancerait jusqu'à distance de frappe de Banja Luka,.

### Prélude
L'accord de Washington de mars 1994 met un terme à la guerre croato-bosniaque et créa les conditions pour la mise en place d'une aide militaire américaine à la Croatie,. Le même mois, la Croatie demanda aux conseillers militaires américains de la société de ressources militaires professionnelles (MPRI) d'assurer la formation des relations civilo-militaires, le programme et les services financiers de l'armée croate, et la formation de la MPRI fut permise par le département d'État par l'accord de Richard Holbrooke en août. La MPRI fut engagée puisque l'embargo des Nations unies sur les armes était toujours en vigueur, possiblement pour préparer l'armée croate au programme de participation du Partenariat pour la paix de l'OTAN. Le personnel et les officiers croates furent entraînés pendant 14 semaines, de janvier à avril 1995. Il fut spéculé que la MPRI apporta également une assistance doctrinale, des scénarios de planification et des informations satellitaires du gouvernement américain à la Croatie, ce que démentent les officiers croates et de la MPRI,,. En novembre 1994, les États-Unis mirent unilatéralement fin à l'embargo sur les armes contre la Bosnie-Herzégovine, permettant à l'armée croate de s'approvisionner de 30 % des armes et munitions expédiées à travers la Croatie comme transbordement,,. L'implication américaine reflétait la nouvelle politique militaire endossée par Bill Clinton depuis février 1993.
En 1994, les États-Unis, la Russie, l'Union européenne (UE) et l'ONU songèrent à remplacer le plan de paix de 1992 rédigé par Cyrus Vance, envoyé-spécial du secrétaire général de l'ONU ayant servi dans l'UNPROFOR. Ils proposèrent le plan Z-4 qui accordait une autonomie renforcée aux zones de peuplement serbes en Croatie. Après plusieurs et réguliers développements mal coordonnés, incluant la fuite des éléments du plan à la presse en octobre, le plan Z-4 fut présenté le 30 janvier 1995. Ni la Croatie ni la RSK n'accepta le plan. La Croatie s'inquiéta que la RSK puisse l'accepter, mais le président serbe Slobodan Milošević décida de ne pas l'accepter par peur d'un possible accord politique sur le Kosovo, permettant ainsi à la Croatie d'appliquer le plan avec de faibles possibilités qu'il soit implémenté. La RSK le refusa finalement.
En août 1994, la Croatie et la RSK conclurent un accord économique restaurant les connexions roulières et ferroviaires, les réserves d'eau et de gaz et l'utilisation d'une partie de l'oléoduc d'Adria. Bien qu'une partie de l'accord ne fût jamais implémentée, l'oléoduc et une section de 23,2 km de l'autoroute Zagreb-Belgrade passant à travers le territoire de la RSK, autour d'Okučani, furent ouverts, raccourcissant le trajet entre la capitale et la Slavonie de plusieurs heures,,. À partir de son ouverture, la section autoroutière est devenue d'importance stratégique pour la Croatie et la RSK, pour la tenue de prochaines négociations. La section fut fermée par la RSK pendant 24 heures le 24 avril 1995, en réponse à l'augmentation des contrôles sur le trafic commercial quittant le territoire contrôlée par la RSK en Slavonie orientale — constituant probablement une tentative de la Croatie de reconquérir le territoire à travers des moyens non-militaires. Les contrôles furent mis en place par la résolution 981 du Conseil de sécurité des Nations unies du 31 mars 1995, instaurant les forces de maintien de la paix de l'Opération des Nations unies pour le rétablissement de la confiance en Croatie (ONURC) à la place de celles de l'UNPROFOR, chargèrent ces dernières de la surveillance des frontières internationales croates séparant le territoire contrôlé par la RSK en Croatie et en Bosnie-Herzégovine, et facilite la mise en place du cessez-le-feu du 29 mars 1994 et l'accord économique de décembre 1994,.
La situation s'aggrava le 28 avril 1995, lorsqu'un Serbe fut poignardée par un réfugié croate dans une station-service adjacente à l'autoroute, située en territoire contrôlé par les Croates près de Nova Gradiška. En réponse, un groupe de Serbes, dont un frère de l'homme tué, incendia des véhicules sur l'autoroute qui fut restée ouverte malgré une demande de l'ONURC formulée à la Croatie suggérant de fermer la route. Trois civils furent tués dans la fusillade et des soldats de la RSK en arrêta cinq. La fusillade s'arrêta à une heure du matin, les cinq civils arrêtés furent relâchés dans la matinée et l'ONURC exigea la réouverture de l'autoroute. Le 18e corps de la RSK et le chef de la police d'Okučani déclina les demandes des dirigeants de la RSK à Knin, mais acceptèrent plus tard de rouvrir la route le 1er mai à six heures du matin. Cependant, la décision de rouvrir l'autoroute fut annulée le 30 avril à 20 heures. La même soirée, trois lance-roquettes furent lancés en direction de la ville de Pakrac dans le territoire contrôlée par la Croatie, et un véhicule fut attaqué sur la route Pakrac-Požega située proche des positions de la RSK, causant la mort et la capture d'un civil,. Hrvoje Šarinić, conseiller du président croate Franjo Tuđman, confirma que la Croatie envisageait de simuler un incident qui provoquerait la prise de la zone autour de l'autoroute, mais a jugé que cela n'était pas nécessaire puisque des incidents avaient régulièrement lieu.

### Ordre de bataille
- Zones de la RSK capturées par la Croatie à la suite de l'opération Éclair.
- Zones toujours contrôlées par la RSK à la suite de l'opération Éclair.
- Autoroute Zagreb–Belgrade
- Autres routes

Zones de la RSK capturées par la Croatie à la suite de l'opération Éclair.
Zones toujours contrôlées par la RSK à la suite de l'opération Éclair. 1 - Okučani, 2 - Novska, 3 - Nova Gradiška, 4 - Pakrac, 5 - Lipik, 6 - Stara Gradiška, 7 - Novi Varoš, 8 - Dragalić, 9 - Cage, 10 - Bijela Stijena, 11 - Rajić, 12 - Jasenovac, 13 - Bročice, 14 - Draksenić, 15 - Gradiška, 16 - Cernik

L'état-major croate développa un plan destiné à recapturer les zones de la Slavonie occidentale sous contrôle de la RSK, en décembre 1994. Les forces croates convergeraient sur Okučani, avançant vers l'est depuis Novska et l'ouest depuis Nova Gradiška, encerclant les forces de la RSK restées au nord de la ligne, avant que ces dernières se soient éliminées par des brigades d'infanterie de réserve et des régiments de garde civile. Une partie de la force principale sécuriserait la zone située au sud de l'axe principal de l'attaque, atteignant la rivière Sara afin d'empêcher des effectifs de la part de l'armée de la république serbe de Bosnie (VRS) d'atteindre la zone. Le plan prévoit des frappes aériennes de l'armée de l'air croate uniquement sur le pont situé sur la rivière Sara, situé entre Stara Gradiška et Gradiška. Lors de la seconde phase de l'offensive, une opération de nettoyage est destinée à éliminer toutes les poches de résistance restantes. L'état-major croate et le corps croate de Bjelovar performèrent une opération de répétition grandeur nature en février 1995. L'opération fut dirigée par le corps de Bjelovar commandé par le brigadier Luka Džanko, bien que l'état-major croate metta en place trois postes de commandement avant pour permettre une rapidité de réaction du lieutenant-général Zvonimir Červenko. Les principaux postes étaient situés à Novska et à Nova Gradiška, sous le commandement du major-général Ivan Basarac et du lieutenant-général Petar Stipetić respectivement. Červenko servait comme chef de l'état-major puisque le général Janko Bobetko était hospitalisé à Zagreb.
La Croatie déploya 7 200 soldats pour mener son offensive, incluant des éléments de trois brigades de la Garde et un bataillon indépendant de la Garde, soutenus par des forces spéciales de la police croate et des troupes de réserve de l'armée croate et de la Garde civile. Le 18e corps slavonien occidental de la RSK, défendant la zone, fut présentie d'avoir 4 773 soldats à sa disposition, et ordonna la mobilisation des troupes entre le 28 et le 29 avril 1995,. Cette dernière apporta le 18e corps, commandé par le colonel Lazo Babić, à un effectif de 4 500 soldats,. La commission de la RSK instaurée pour évaluer la bataille revendiqua que certaines des unités de la RSK n'étaient pas capables d'extraire les armes anti-tanks des dépôts de l'ONURC à Stara Gradiška et près de Pakrac, jusqu'au commencement de l'offensive. Les armes étaient stockées dans ces dépôts conformément à l'accord de cessez-le-feu de mars 1994. Néanmoins, l'ONURC n'a pas empêchée les troupes de la RSK de retirer les armes stockées.

## Chronologie

### 1ermai
Le 1er mai 1995, Hrvoje Šarinić informa l'ONURC de l'offensive croate imminente au cours d'un appel téléphonique avec le général canadien Raymond Crabbe à quatre heures du matin, qui fut désigné pour laisser les troupes de l'ONURC de se mettre à l'abri à temps. L'opération Éclair commença par une phase préparatoire de frappes d'artillerie des positions de la RSK vers 4:30 du matin. Des unités croates d'infanterie et défensives convergèrent depuis Novska, Nova Gradiška et Pakrac vers Okučani et une attaque depuis Novska vers Jasenovac commencèrent à divers moments, entre 5:30 et 7 heures du matin. L'artillerie et les frappes de l'aviation croate causèrent la panique dans les rangs de la RSK, mais n'ont pas dynamiter le pont sur la rivière Sava à Stara Gradiška. Le général Janko Bobetko s'inquiétait que les chars de la RSK situés présents dans la ville ne puissent mener une contre-offensive, et suggéra que l'aviation croate utilise ses Mil Mi-24 pour empêcher la défense de la RSK d'intervenir.
À 5:30 du matin, la police spéciale croate avance dans une brèche des défenses de la RSK, entre la 98e brigade d'infanterie exposant Novska et le groupe-tactique 1 (TG1) défendant Jasenovac, perturbant l'intégralité des défenses de la RSK et débordant la 98e brigade sur l'axe Novska–Okučani de l'attaque croate, où un bataillon de la 1ère garde avançant le long d'une route secondaire parallèle à l'autoroute, et un bataillon de la 2ème et de la 3ème brigades de la Garde avancèrent à l'est de l'autoroute elle-même, écrasant les défenses de la RSK,. À une heure de l'après-midi, le commandant de la 98e brigade d'infanterie de la RSK quitta l'unité et rapporta au commandement que la brigade était en désastre, citant de lourdes pertes. Le plan de l'armée croate pour capturer Jasenovac consiste en une double offensive au sud et à l'est de Bročice et de Drenov Bok, menée par la 125ème régiment de la Garde civile et soutenue par la police spéciale. Le TG1 d'offrira qu'une faible résistance, permettant le contrôle de Jasenovac par l'armée croate entre minuit et une heure de l'après-midi,. Dans l'après-midi, les autorités de la RSK menèrent l'évacuation des civils à Okučani, les éléments des 98e et 54e brigades se retirant suivant peu après.  Le TG1 se retira vers le sud, franchissant la rivière Sara Après la capture de Jasenovac, le 125e régiment de la Garde civile croate et la police spéciale avancèrent en direction de l'est, le long de la rivière Sara.
Sur l'axe Nova Gradiška–Okučani, la 54e brigade d'infanterie de la RSK tenait ses positions à l'est d'Okučani, exposant le 4e bataillon de la 5e brigade de la Garde, le 81e bataillon de la Garde, une compagnie défensive de la 123e brigade et le 121e régiment de la Garde civile de l'armée croate,. En raison d'une dégradation de la chaîne de commandement, l'attaque croate fut retardée, forçant le 81e bataillon de la Garde de combattre des défenseurs entraînés à Dragalić. Petar Stipetić, qui visita personnellement la ligne de front, déclara que le délai fut retardé de deux heures et demie,. En réponse, l'armée croate redirigea le 4e bataillon de la 5e brigade de la Garde, la 265e compagnie de reconnaissance de sabotage et la compagnie blindée de la 123e brigade pour disloquer les forces de la RSK. La 54e brigade d'infanterie de la RSK opposa une forte résistance jusqu'à neuf heures du matin, lorsque le commandant ordonna un retrait. L'armée croate captura le village de Bijela Stijena sur la route Okučani–Pakrac et encercla Okučani à 23 heures le 1er mai, avant d'interrompre ses avancées pour la nuit. La capture de Bijela Stijena isola la 51e brigade d'infanterie de la RSK, les 59e et 63e détachements et le bataillon de police spéciale de la RSK, ainsi que le 1er bataillon de la 54e brigade d'infanterie et le 2e bataillon de la 98e brigade d'infanterie, au nord d'Okučani,. Également, les forces de la RSK près de Pakrac ne peuvent plus communiquer avec le commandement, puisque le système de communication échoue. Dans la zone de Pakrac, l'armée croate déploya la 105e brigade d'infanterie et le 52e régiment de la Garde civile. Il était estimé que les forces de la RSK déployées dans ce secteur étaient enracinées et l'armée croate choisissa de les encercler plutôt que d'engager un combat direct.

### 2 mai

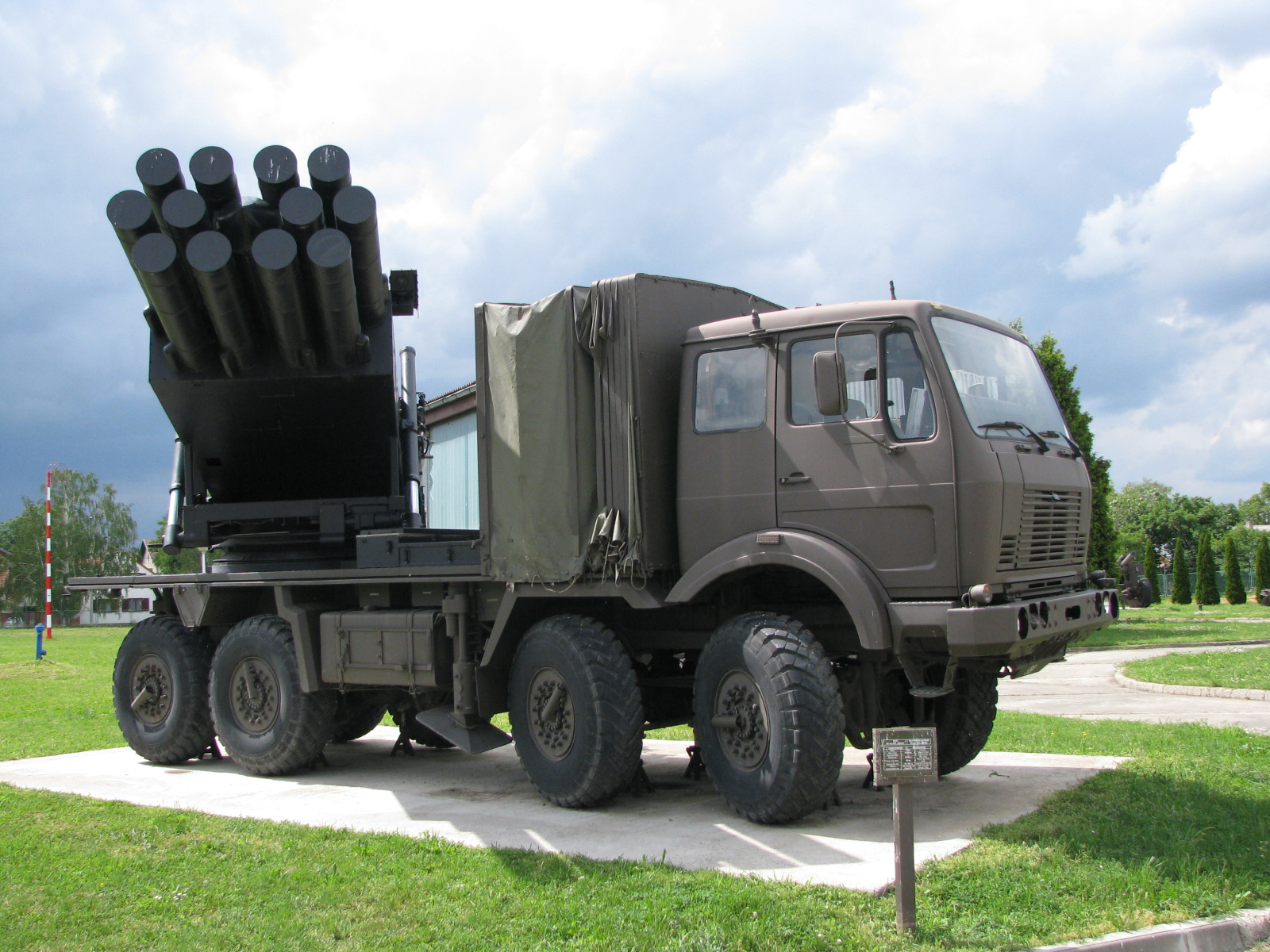
Exemplaire d'un missile Orkan M87 utilisé lors des attaques des 2 et 3 mai, à Zagreb.

L'armée croate reprend son avancée dans les premières heures du matin du 2 mai. Les éléments de la 98e et de la 54e brigades d'infanterie battant en retraite couplées de civils évacuant vers le sud en direction de la république serbe de Bosnie, affrontèrent la 265e compagnie de reconnaissance de sabotage près de Novi Varoš, mais parvinrent à poursuivre vers le sud. Le 18e corps de la RSK déplaça son quartier-général de Stara Gradiška, le long de la rivière Sava, vers Gradiška en république serbe de Bosnie contre les ordres du général Čeleketić, chef d'état-major de la RSK. L'armée croate captura Okučani à une heure de l'après-midi en avançant depuis Novska et Nova Gradiška. Au même moment, le commandant de la 54e brigade d'infanterie de la RSK arriva à Stara Gradiška (ayant été évacué d'Okučani), et ordonna une frappe d'artillerie sur Nova Gradiška en représailles. Bien qu'une troupe de soutien composée de 195 soldats de la RSK arriva sur le front depuis la Slavonie orientale, ils refusèrent de combattre jusqu'à avoir eu connaissance de la situation sur le terrain.
Les demandes du 18e corps de la RSK d'un appui aérien rapproché furent rejetées par le commandement politique de la république serbe de Bosnie et par l'état-major de la RSK, craignant une possible attaque croate et en raison de l'opération Deny Flight de l'OTAN — instaurant une zone d'exclusion aérienne au-dessus de la Bosnie-Herzégovine qui devrait être survolée pour pouvoir assister le 18e corps. La RSK ne déploya que deux hélicoptères de soutien au corps, mais ils n'ont pu combattre contre l'armée croate en raison de l'échec du système de communication. L'aviation croate bombarda les positions de la RSK à Stara Gradiška, notamment le pont enjanbant la rivière Sava. Lors de cette sortie, la défense aérienne de la république serbe de Bosnie abatta un MiG-21 de l'armée croate commandé par Rudolf Perešin, à une heure de l'après-midi, le tuant.
Le commandement de la RSK riposta contre la Croatie en effectuant des bombardements d'artillerie sur les centres urbains croates. Le 2 mai, l'armée de la RSK attaqua Zagreb et son aéroport en utilisant neuf missiles Orkan M87, transportant des armes à sous-munitions. L'attaque fut répétée le jour suivant. Six civils furent tués et 205 blessés dans les deux attaques, et un policier fut mort en essayant de désamorcer une bombe. L'ambassadeur des États-Unis en Croatie, Peter Galbraith, considéra l'attaque comme une déclaration de guerre totale.

### 3 mai
Le 3 mai, la Croatie et la RSK signèrent un accord, sous la médiation du représentant personnel du secrétaire-général des Nations unies Yasushi Akashi, cessant les hostilités à quatre heures de l'après-midi du même jour. Par la suite, l'état-major de la RSK ordonna au 18e corps slavonien occidental de cesser les combats à trois heures de l'après-midi. Milian Babić ordonna au lieutenant-colonel Stevo Harambašić, commandant de la 51e division d'infanterie de la RSK, de rendre 7 000 soldats et civils encerclés par l'armée croate au sud de Pakrac au bataillon argentin de l'ONURC — comme accepté par les autorités croates. Harambašić et quelque 600 soldats se rendirent le 3 mai, mais la majorité restèrent dans la montagne de Psunj à l'est et au sud-est de Pakrac. La capitulation fut acceptée par le chef de la police de Pakrac, Nikola Ivkanec.

### 4 mai et suites
Puisque des centaines de soldats de la RSK refusèrent de se rendre, restant dans les forêts de Psunj, le général Janko Bobetko nomma le lieutenant Petar Stipetić pour mener des opérations de nettoyage contre ces troupes. L'armée croate utilisa de l'artillerie pour chasser approximativement 1 500 soldats de la RSK vers leurs positions, et les captura en fin de journée. Néanmoins, l'armée et la police secrète croates continuèrent de surveiller la zone à la recherche de personnel militaire de la RSK restant. Un groupe d'environ 50 soldats du 2e bataillon de la RSK de la 98e brigade d'infanterie franchissa la rivière Sava en direction de la république serbe de Bosnie, le 7 mai. Les opérations de nettoyage durèrent jusqu'au 20 mai, lorsque les derniers soldats de la RSK se rendirent à la police croate à Psunj.

## Conséquences
L'opération Éclair fut une victoire stratégique pour la Croatie. Elle recaptura 558 kilomètres2 de territoire, plaçant l'intégralité de la région de la Slavonie occidentale sous contrôle croate et sécurisant les principales voies d'approvisionnement routières et ferroviaires reliant la capitale Zagreb et l'est du pays,. Les pertes militaires croates se constituèrent de 42 morts et 162 blessés. La Croatia estima initialement les pertes de la RSK entre 350 et 450 morts, et 1 000 à 1 200 blessés. Le nombre de morts au combat fut plus tard révisé à 188, incluant les pertes militaires et civiles,. Au cours des journées du 3 et du 4 mai, l'armée et la police spéciale croates capturèrent approximativement 2 100 prisonniers de guerre. Ces derniers, incluant des officiels de la RSK, furent transférés dans des centres de détention à Bjelovar, Požega et Varaždin pour être interroger sur leur implication dans des crimes de guerre. Certains de ces détenus furent battus ou abusés la première nuit de leur détention, mais ils furent généralement bien traités. Trois soldats jordaniens servant dans l'ONURC furent blessés par des tirs de l'armée croate.
La population serbe de la région, estimée avant l'offensive entre 13 000 à 14 000, fut grandement impactée par la reconquête croate. Les deux tiers de cette population fuyèrent la zone pendant ou immédiatement après l'opération Éclair. 2 000 de ces individus furent évacués, à leur demande, vers les zones sous contrôle serbe situées en Bosnie-Herzégovine, un mois après l'offensive. Il fut estimé jusqu'à 1 500 le nombre de Serbes restants vivant dans la région à la fin du mois de juin. Les sources serbes revendiquent que 283 Serbes furent tués et qu'entre 15 000 à 30 000 devinrent réfugiés, tout en affirmant que 15 000 individus habitait la région avant l'offensive,. D'autres sources serbes et russes évaluent la quantité de la population jusqu'à 29 000,,,. Le Comité croate d'Helsinki rapporta 83 civils tués, incluant les 30 civils tués près de Novi Varoš où les civils serbes et l'armée de la RSK s'entremêlèrent pendant leur fuite vers la république serbe de Bosnie. Une partie de ces civils fut tuée par les attaques de l'armée croate, et les autres furent tués par les forces de la RSK pour accélérer la retraite.

### Réactions
Le secrétaire général des Nations unies Yasushi Akashi fut critiqué par Human Rights Watch (HRW) pour des allégations de violations « massives » des droits de l'homme commises par l'armée croate, malgré un manque de preuves. L'organisation critiqua également la déclaration d'Akashi du 6 mai 1995, qui revendique que le bureau de l'ONURC à Banja Luka a interviewé 100 réfugiés de Slavonie occidentale et détermina que les colonnes de réfugiés furent sujettes aux attaques d'artillerie et de tirs de l'armée croate. HRW conclut que les trois responsables non-serbes du bureau de l'ONURC n'ont pas pu mener une interview impliquant 100 personnes en quatre jours, affirmant que les circonstances de cette dernière étaient hautement suspectes. HRW jugea la conduite de l'armée croate comme professionnelle. Plus tard, le rapporteur de la Commission des Nations unies sur les droits de l'homme Tadeusz Mazowiecki visita la région, et conclut que les deux camps menèrent de sérieuses violations des lois humanitaires et des droits de l'homme, bien qu'à une échelle réduite.
Le Conseil de sécurité des Nations unies publia deux déclarations, la première le 1er mai 1995 et la seconde le 4 mai, respectivement avant et après l'offensive. La première déclaration exigea de la Croatie qu'elle cesse son attaque dans la zone, et appelle à la collaboration entre la Croatie et la RSK pour maintenir les accords économiques et de cessez-le-feu en vigueur. La seconde déclaration réitère les demandes formulées trois jours plus tôt, condamne les attaques de la RSK sur Zagreb et d'autres centres urbains ainsi que les incursions de l'armée croate dans les zones de séparations en Banovina, dans la Kordun, dans la Lika et en Dalmatie septentrionale près de Knin, et exige un cessez-le-feu immédiat négocié par Akashi. Elle appelle au retrait des forces des zones de séparation dans les secteurs Nord, Sud et Est, mais échoue à traiter tout détachable du secteur Ouest, la zone où s'est déroulée l'opération Éclair. Les déclarations furent appuyées par la résolution 994. Les forces de l'ONURC se retirèrent de la Slavonie orientale après l'opération Tempête, en août 1995.
La défaite de la RSK aggrava la confrontation politique, conduisant à des accusations mutuelles de la part des politiciens serbes et de la RSK, et la victoire de l'armée croate constitua un important facteur psychologique pour la Croatie,. Cette dernière créa une médaille commémorative délivrée aux soldats croates ayant pris part à l'offensive, et des commémorations de la bataille furent organisées chaque année à Okučani,. Les Serbes marquèrent la bataille en organisant des messes aux morts.
Le tribunal pénal international pour l'ex-Yougoslavie, installé en 1993 par la résolution 827 du Conseil de sécurité des Nations unies, jugea Milan Martić et Momčilo Perišić, le chef de l'état-major de la république fédérale de Yougoslavie au moment de l'opération Éclair, pour divers crimes de guerre, incluant les attaques à la roquette sur Zagreb. Martić, président de la RSK lors de l'offensive, fut condamné le 12 juin 2007 à 35 ans de prison, et Perišić fut condamné à 27 ans de détention le 6 septembre 2011,. La condamnation de Martić fut confirmée par la cour d'appel du TPIY le 8 octobre 2008, et celle de Perišić fut cassée le 28 février 2013,. En avril 2012, les autorités croates commencèrent à mener une enquête sur la mort de 23 personnes à Medari, près de Nova Gradiška, et les accusations se penchèrent sur de présumés mauvais traitements de prisonniers de guerre, dans un centre de détention à Varaždin.
Après la fin de la guerre, le Conseil national serbe assura le rapatriement des Serbes des zones exposées à l'opération Éclair, dans le respect des droits de l'homme. Human Rights Watch rapporta en 1999 que les Serbes ne peuvent prétendre à leurs droits civiques en tant que citoyens croates, à travers des pratiques et lois discriminatoires, et sont particulièrement affectés dans les zones ayant été sous protection des Nations unies, situées en Slavonie occidentale. Dans un rapport de 2017, Amnesty International s'inquiète des difficultés pour les Serbes pour récupérer leurs propriétés. L'organisation rapporte que les Serbes continuent de subir des discriminations dans le secteur public, sur l'emploi et la restitution des droits de location pour les logements sociaux quittés après la guerre. Elle pointe du doigt les propos haineux, « évoquant l'idéologie fasciste » et la politisation et le manque d'application du droit d'utilisation des langues minoritaires. Cependant, les tribunaux croates poursuivent régulièrement les cas de diffamation et d'injures à l'honneur et la réputation des personnes. Ces infractions sont classifiées comme constituant de graves délits criminels par le code criminel.